# الأنابيب النانوية الكربونية في الطب
الأنابيب النانوية الكربونية في الطب (بالإنجليزية:  Carbon nanotubes in Medicine)‏.
أصبحت الأنابيب النانوية الكربونية (بالإنجليزية:  Carbon nanotubes)‏ من الأمور الشائعة في يومنا الحالي في مجال الأبحاث الطبية العالمية، حيث تركزت عليها الأبحاث العلمية في تخصصات توصيل الدواء، طرق اللاستشعار الحيوي لعلاج الأمراض وضبط الصحة. فقتانة الأنابيب النانوية الكربونية أظهرت أنها تتمتع بالقدرة على تغيير وتحويل عملية توصيل الدواء وسبل الاتسعشار الحيوي لما هو أحسن وأفضل من الوضع القائم في أيامنا الحالية، ومن ثم، فقد حازت الأنابيب النانوية الكربونية تركيز الاهتمام في مجالات الطب المختلفة.
فلاستخدام الأنابيب النانوية الكربونية في مجال توصيل الدواء والاستشعار الحيوي القدرة على إحياء وانعاش لاثورة الطبية مرةً أخرى. فقد أثبتت وظيفية الأنابيب النانوية الكربونية أحادية الجدار لأنها قادرةٌ على زيادة المحلولية والسماح بالقدرة على استهداف الأورام أو توصيل الدواء بصورةٍ كافيةٍ. كما أن الوظيفية تمنع الأنابيب النانوية الكربونية أحادية الجدار من أن تصبح مسممةً للخلايا أو تغير من وظيفة الخلايا المناعية.
ونلاحظ أن السرطان، وهو مجموعةٍ من الأمراض والتي تنمو فيها الخلايا بصورةٍ غير منتظمةٍ، كان واحداً من الأمراض التي تم تفحصها بمراعاة كيفية استجابتها لعملية توصيل الدواء من خلال استخدام الأنابيب النانوية الكربونية. في حين نلاحظ أنه في يومنا هذا، فإن علاجات السرطات تشتمل أساساً على الجراحة، العلاج الإشعاعي، والعلاج الكيماوي. إلا أنه يجب الوضع في الاعتبار أن تلك الطرق العلاجية تحمل في طياتها آلاماً كثيرةً، فهي جد مؤلمةٍ، وتقتل العديد من الخلايا بالإضافة إلى إنتاج تأثيراتٍ جانبيةٍ متعددةٍ. في حين أظهرت آليات توصيل الدواء باستخدام الأنابيب النانوية الكربونية القدرة على استهداف الخلايا السرطانية الخاصة بجرعاتٍ أقلٍ من الأدوية التقليدية المستخدمة، وهذا تماماً ما هو مفيد وفعال في قتل الخلايا، في حين لا يقوم بتدمير أو إيذاء الخلايا السليمة ويقلل بصورةٍ واضحةٍ من التأثيرات الجانبية. ومن ناحيةٍ أخرى، فقد أصبحت سبل ضبط جلوكوز الدم عند مرضى السكر اجتياحية ومؤلمةً في أيامنا هذه. فعلى سبيل المثال، تتضمن إحدى تلك الطرق مستشعرٍ للجلوكوز المستمر مدمجةً في إبرةٍ يجب حقنها تحت الجلد لضبط مستويات تدفق الجلوكوز كل بضعة أيامٍ تقريباً. في حين تتضمن طريقةً أخرى شرائط شبط الجلوكوز والتي يجب عندها تناسب الدم. وهنا نلاحظ أن تلك الطرق ليست فقط غازية واجتياحية، إلا أنها قد تسفر في بعض الأحيان عن نتائجٍ غير دقيقةٍ. حيث وُجِدَ أن 70% من قراءات الجلوكوز والتي نحصل عليها من مستشعرات الجلوكوز الدائم اختلفت بنسبة 10% أو أكثر وأن نسبة 7% اختلفت بنسبة أعلى من 50%. إلا أنه في الوقت ذاته، فقد أظهرت مساحة السطح التي يمكن الوصول إليها كهروكيمائياً، بالإضافة إلى الموصلية العالية والخصائص البنائية التركيبية المفيدة، القدرة على الاستخدام المتوقع للأنابيب النانوية الكربونية أحادية الجدار ومتعددة الجدار في تصنيع كاشفات الجلوكوز غير الاجتياحية الحساسة

## خصائص الأنابيب النانوية الكربونية
للأنابيب النانوية الكربونية العديد من الصفات الفريدة سواءً المرتبطة بالحجم، الخصائص الكهربائية، الكيميائية والبنائية، والتي جميعاً تجعل الأنابيب النانوية الكربونية جذابة كأرصفةٍ لتسليم الدواء والاستشعار الحيوي، وذلك بهدف علاج العديد من الأمراض وكذلك الضبط غير الاجتياحي لمستويات الجلوكوز في الدم بالإضافة إلى الخصائص الكيميائية الأخرى للجسم البشري.

### الخصائص الكهربائية والبنائية التركيبية
قد تكون الأنابيب النانوية الكربونية معدنيةٍ أو شبه موصلةٍ اعتماداً على بنيتها الهيكلية. ويرجع هذا إلى بنية الغرافين الإلكترونية الفريدة والتناظرية. فلو كان عندنا أنبوبين نانويين يرمز لهما بالرمزين (n، m)، وكانت m=n، فإن الأنبوب النانوي يكون معدني؛ أما إذا كانت n-m هي حاصل ضرب ثلاثة، فإن الأنبوب النانوي يكون شبه موصلاً بفجوة نطاقٍ صغيرة الحجم جداً، وإلا، يكون الأنبوب النانوي الكربوني شبه موصلٍ معتدلٍ. ومن ثم، تتسم الأنابيب النانوية الكربونية الأريكية (n=m) بأنها معدنيةٌ، والأنابيب النانوية (5,0)، (6,4)، (9,1)، إلخ تتسم بأنها شبه موصلةٍ. ولذلك، تكون لبعض الأنابيب النانوية الكربونية موصليةً أعلى من النحاس، في حين تتصرف البعض الآخر منها كالسيليكون.

### الخصائص البعدية
بسبب أبعادها النانوية، تجري عملية نقل الإلكترون عبر التأثيرات الكمومية وستتجمع فقط حول المحور في الأنبوب. وهنا نلاحظ أن مثل تلك الخصائص الكهربائية والبنائية يكون لها دورٌ فعالٌ في الاستفادة من الأنابيب النانوية الكربونية كمستشعرات حيوية بسبب أن التغيرات الجارية في الأنابيب النانوية الكربونية قد تزيد من أهمية الكيانات الحيوية التي تم تصميمها للاستكشاف. وبسبب حيقية أن صغر حجم الأنابيب النانوية الكربونية (نانوية المقياس) يسمح لهم بتوصيل جرعاتٍ أقلٍ من الأدوية لخلايا مريضةٍ بعينها داخل الجسم ومن ثم تقلص الآثار الجانبية والمؤذية للخلايا الصحية السليمة وذلك على عكس الأدوية التقليدية، وذلك كله بينما تقوم بتحسين كفاءة استهداف الخلايا الممرضة أو المريضة.

### الخصائص الكيميائية
لوحظ أن الأنابيب النانوية الكربونية قد زادت من القدرة على المحلولية (التحلل في المحلول) عندما يتم توظيفها مع الليبيدات والتي قد تجعل حركتها عبر الجسم البشري أيسر وتقلل كذلك من مخاطر الإعاقة في مسارات الأعضاء البشرية الحيوية. وبقدر القلق حيال الخصائص البصرية التي أظهرتها الأنابيب النانوية الكربونية بأن لها القدرة على إظهار كفاءة امتصاصٍ بصريةٍ قويةٍ في بعض النوافذ المطيافية والتي منها الضوء القريب من الأشعة تحت الحمراء، وأنه عندما تم توظيفها مع كيانات الربط الخاصة للخلايا السرطانية سمحت بالتدمير الانتقائي للخلايا الممرضة (مثل الخلايا السرطانية) مع استخدام الأشعة القريبة من تحت الحمراء في تطبيقات توصيل الدواء.

## الأنابيب النانوية الكربونية في توصيل الدواء وعلاج السرطان (الأورام)
تعتبر عملية توصيل الدواء من المجالات المتنامية والتي تستفيد في وقتنا الحاضر من تقانة الأنابيب النانوية. ومن الأنظمة المستخدمة في وقتنا الحالي لتوصيل الدواء كلٌ من دندرايمر (dendrimers)، المبلمرات والجسيمات الشحمسة (ليبوسومات) (liposomes)، إلا أن الأنابيب النانوية الكربونية وفرت الفرصة للعمل مع الهياكل الفعالة والتي لها إمكانيات تحميلٍ عاليةٍ للدواء وسمات اختراقٍ للخلية. وتتسم تلك الأنابيب النانوية الكربونية بأنها تتعامل مع كمياتٍ داخليةٍ أكبر حجماً ليتم استخدامها كمستوعبٍ للدواء، كما أنها تتسم بنسب سمة الضخامة للمرفقات الوظيفية المتعددة، بالإضافة إلى القدرة على أن يتم امتصاصها بواسطة الخلية. وبسبب بنيتها الأنبوبية، فيمكن تصنيع الأنابيب النانوية الكربونية بأقماع نهايةٍ أو بدون، أي أنه بدون أقماع نهايةٍ فيكون الدواء المتواجد بداخلها أكثر قابليةٍ على الوصول إليه. إلا أنه أُثيرت مشكلات الآن مع ظهور أنظمة توصيل الدواء القائمة على الأنابيب النانوية الكربونية، ومن تلك المشكلات نقص القدرة الذوبانية، حوادث التثاقل (clumping)، وانتصاف العمر. إلا أنه على الرغم من ذلك، فإن تلك المشكلات يتم مواجهتها حالياً وقد تحولت إلى صور تقدمٍ في مجال الأنابيب النانوية الكربونية. وهنا نلاحظ أن مزايا استخدام الأنابيب النانوية الكربونية كناقلاتٍ نانويةٍ لتوصيل الدواء ظلت حيث استمرت عمليات امتصاص الخلية لهذه الهياكل فعالةً حيث كانت التأثيرات رائدةً وجليةً، موضحةً أن الأنابيب النانوية الخاصة يمكن أن تكون أقل ضرراً كآلاتٍ نينويةٍ (بالإنجليزية:  nenovehicles)‏ لتوصيل الدواء. هذا بالإضافة إلى أن تغليف الدواء أظهر أنه يزيد من تشتت المياه، يحسن من الإتاحة الحيوية (التوافر البيولوجي)، بل ويقلل من السمية. هذا ويفر تغليف الجزيئات تطبيقاً لتخزين المادة بالإضافة إلى حمياتها وضبط إطلاق الجزيئات المحملة. وهنا نلاحظ كذلك أن كل هذا يسفر عن تأسيس قاعدةٍ جيدةٍ لتوصيل الدواء حيث يمكن تحسين الأبحاث المستقبلية والتفهم لتلك العملية بناءً على العديد من صور التقدم الأخرى، مثل زيادة ذوبانية الماء، تناقص السمية، انتصاف الحياة المطرد، تزايد اختراق الخلية وامتصاص الدواء، فهذه السمات جميعها جديدةٌ ولكنها أفكارٌ غير مطورةٍ.

### العلاج بأسر نيوترون البورون
طور ناريان هوسمان (Narayan Hosmane) ومعاونيه مدخلاً جديداً مؤخراً لطريقة العلاج بأسر (التقاط) نيوترون البورون في علاج السرطان باستخدام الأنابيب النانوية الكربونية أحادية الجدار المستبدلة، القابلة للذوبان في الماء والمزودة بالكربونيت. وقد تم توصيل أقفاص الكربونيت C2B10 المستبدلة بنجاحٍ بالحوائط الجانبية للأنابيب النانوية الكربونية أحادية الجدار عبر الإضافة الحلقية للنيترين (nitrene cycloaddition). كما تم إنجاز مهمة دق رؤوس (decapitations) أقفاص الكربونيت C2B10 تلك، مع تفاعل الأنابيب النانوية الكربونية، من خلال رد الفعل مع هيدروكسيد الصوديوم في الإيثانول التكثيفي الراجع (refluxing ethanol). وخلال عملية التكثيف الارتجاعي القاعدي (base reflux)، تفتح الحلقة الثلاثية المشكلة بواسطة النيترين (nitrene)، والأنابيب النانوية الكربونية أحادية الجدار، لإنتاج أنابيبٍ نانويةٍ كربونيةٍ أحادية الجدار قابلة للذوبان في الماء، وفيها يتم توظيف الحوائط الجانبية بواسطة وحدات الكربونين نيدو- C2B9 (substituted nido-C2B9 carborane unit) وأنصاف الإيثوكسيد (ethoxide moieties). ويُرمز للمركبات الجديدة كلها بأطياف EA، SEM، TEM، UV، NMR، و IRوالتحاليل الكيميائية. حيث أظهرت إحدى دراسات توزيع الأنسجة المختارة على إحدى تلك الأنابيب النانوية، {([Na+][1-Me-2-((CH2)4NH-)-1,2-C2B9H10][OEt])n(SWCNT)} (Va)، أن ذرات البورون تتركز بصورةٍ أكبر في خلايا الأورام أكثر من تركيزها في الدم والأعضاء الأخرى، مما يجعلها آلة نانوية جاذبة لتسليم البورون إلى الخلايا السرطانية كطريقةٍ علاجيةٍ بالتقاط نيوترون البورون الفعال وذلك في علاجها للسرطان.

### التدمير الانتقائي الخلية السرطانية
يمكن استخدام الأنابيب النانوية الكربونية كناقلاتٍ حيويةٍ اصطناعيةٍ وكعوامل قريبةٍ من- الأشعة تحت الحمراء لتدمير الخلية السرطانية الانتقائي. والأنظمة الحيوية معروفة بأنها شفافةٌ بدرجةٍ عاليةٍ إلى 700- إلى 1، 100 نانومتراً قرب ضوء الأشعة تحت الحمراء. وقد أظهر الباحثون أن القدرة البصرية القوية على الامتصاص للأنابيب النانوية الكربونية أحادية الجدار في النافذة المطيافية الخاصة، وهي خاصيةٍ غير واضحةٍ للأنابيب النانوية الكربونية أحادية الجدار، يمكن استخدامها في المحاكاة البصرية للأنابيب النانوية داخل الخلايا الحية لإنتاج ناقلاتٍ حيويةٍ أنبوبيةٍ نانويةٍ متعددة الوظائف. فهي تستخدم الأوليغونيوكليوتيدات (oligonucleotides) المنقولة إلى داخل خلايا هيلا الحية (Hela)بواسطة الأنابيب النانوية. وتنقل الأوليغونيوكليوتيدات موقعها إلى داخل نواة الخلية على ضوء التمزق الإندرسومي (endosomal rupture) الذي تستثيره نبضات ليزر NIR (NIR laser pulses). حيث تسبب إشعاع NIR المستمر في موت الخلية بسبب التسخين المحلي المتزايد للأنابيب النانوية الكربونية أحادية الجدار في المختبر (in vitro). وقد تم تحقيق عملية تدمير الخلية السرطانية الانتقائي بواسطة وظيفية الأنابيب النانوية الكربونية أحادية الجدار مع شاردة حمض الفوليك (folate moiety)، بالإضافة إللى كلٍ من التدخل الانتقائي للأنابيب النانوية الكربونية أحادية الجدار داخل الخلايا الموسومة بمحددات حمض الفوليك مستقبل الأورام السرطانية وموت الخلايا على أثر الإشعاع NIR، بدون إيذاءٍ أو ضررٍ للخلايا السليمة الخالية من المستقبِل. ومن ثم، فإن قدرات الأنابيب النانوية الكربونية على النقل المصاحبة مع كيمياء الوظيفية المناسبة وخصائصها البصرية الخفية قد تؤدي إلى وجود رتبٍ جديدةٍ من المواد النانوية لتوصيل الدواء وعلاج السرطان.

### استهداف الورم السرطاني
أُجريت العديد من الأبحاث عملية التوزيع الحيوي المعملي وكفاءة استهداف الأنابيب النانوية الكربونية الفعال العالي للخلايا الورمية في الفئران وذلك من أجل علاج السرطان. هذا وقد أُجريت الأبحاث والتحقيقات حول التوزيع الحيوي للأنابيب النانوية الكربونية أحادية الجدار الراديوية في الفئران بواسطة التصوير المقطعي بالإصدار البويزتروني الحيوي (إن فيفو)، ومطيافية رامان (Raman spectroscopy). حيث وُجِدَ أن الأنابيب النانوية الكربونية أحادية الجدار التي قامت بوظيفتها مع ليبيدات الفوسفات (phospholipids) والحاملة لمتعدد إيثيلين الجليكول (polyethylene-glycol) تتسم بأنها ثابتةٌ حيوياً (إن فيفو) بدرجةٍ مذهلةٍ. هذا وقد تم دراسة تأثير طول سلسلة متعدد إيثيلين الجليكول. حيث أظهرت الأنابيب النانوية الكربونية أحادية الجدار لمتعدد إيثيلين الجليكول مرات دورةٍ دمويةٍ أطول نسبياً والامتصاص الأقل للنظام الشبكي (reticuloendothelial system). ونلاحظ أنه أُمكِنَ الحصول على استهدافٍ فعالٍ للإنتغرين بالأورام الإيجابية في الفئران بواسطة استخدام الأنابيب النانوية الكربونية أحادية الجدار المغطاة بسلاسل متعدد إيثيلين الجليكول المتصلة بدهون (ببتيد) حمض الأرجينين – الغليسين- الأسبارتيت (arginine–glycine–aspartic). ويعزو التجمع العالي للورم إلى التأثير المتعدد للأنابيب النانوية الكربونية أحادية الجدار. كما تم استخدام توقيع رامان (Raman signature) لجس وجود الأنابيب النانوية في أنسجة الفئران وتأكيد النتائج الإشعاعية.

## الأنابيب النانوية الكربونية كمستشعرات حيوية

### مستشعرات الجلوكوز الحيوية
تم تصنيع مستشعرات البلازما- الأنابيب النانوية الكربونية البوليمرية الأمبيرومترية الحيوية. حيث تم تصنيع مستشعرين إنزيمين أمبيرومترين حيويين. حيث كان لأحدهما أنابيب نانوية كربونية أحادية الجدار، في حين كان للآخر أنابيب نانوية كربونية متعددة الجدران، وعلى الرغم من ذلك، فقد تم دمج أغشية الإنزيم البوليمرية الرقيقة في كليهما. تم غمس أكسيديز إنزيم الجلوكوز (enzyme glucose oxidase) وغشاء أنبوب نانوي كربوني مع أغشية الإنزيم الرقيقة البوليمرية للأسيتونتريل بسمك 10 نانومتراً. هذا وقد تم إيداع طبقةٍ من أغشية الإنزيم البوليمرية الرقيقة على قطب الذهب. وبهدف تسهيل الاتصال الكهروكيميائي فيما بين طبقة الأنبوب النانوي الكربوني وأكسيديز إنزيم الجلوكوز، حيث تم معالجة الأنابيب النانوية الكربونية ببلازما الأكسجين. وقد أظهر الجهاز مع الأنابيب النانوية الكربونية أحادية الجدار حساسيةً أعلى من تلك التي تستعرضها الأنابيب النانويوة الكربونية متعددة الجدران. وأظهر مستشعر الجلوكوز الحيوي حساسيةً فائقةً (حساسيةً تقٌدَر بـ 40 µA mM-1 cm-2، معامل ارتباط 0.992، ومدى استجابة خطية يتراوح من 0.25 – 1.9 mM، وحد اكتشاف يصل إلى 6.2 µM عند S/N = 3، +0.8 V ضد Ag/AgCl)، واستجابة سريعة (<4 ثوانٍ في معدل وصول 95% من اأقصى استجابة). ويعزو هذا الأداء المرتفع إلى حقيقة أن للأنابيب النانوية الكربونية نشاطاً كهرومحفزاً ويزيد من نقل الإلكترون، وأن أغشية الإنزيم البوليمرية الرقيقة و/أو عملية البلازما الخاصة بالأنابيب النانوية الكربونية هي عبارة جميعاً عن رصيفٍ وددودٍ للإنزيمات، وثمال ذلك تصميم واجهة التفاعل فيما بين أكسيديز إنزيم الجلوكوز والأنابيب النانوية الكربونية.

### مستشعرات اكتشاف الدنا الحيوية
تم تطوير مستشعر الأنبوب النانوي الكربوني الانحيازي الحيوي عالي الحساسية لاستكشاف الحمض النووي (دنا). حيث أن عملية تصميم وتصنيع المستشعرات الحيوية تقوم على الأنابيب النانوية الكربونية أحادية الجدار الانحيازية ذات شرائط الدنا المدمجة أحادية الضفيرة (integrated single-strand DNAs). وهنا نلاحظ أن المستشعرات الحيوية فائقة الحساسية الاصطناعية وفرت استكشافاً إلكترونياً خالياً من الوسم وتابعاً للوقت الحقيقي لتهجين الحمض النووي فيما بين شريط الدنا المدمج أحادي الضفيرة غير المتحرك السطحي وشريط الدنا المدمج أحادي الضفيرة المستهدف. وقد أسفرت حركيات التهجين فيما بين أزواج نيوكلوتيد قاعدة الدنا أحادي الضفيرة الأنحيازي المستهدف والتكميلي عن توليد شحنة محلية فيما بين الأزواج القاعدية التي تم حقنها إلى داخل الأنابيب النانوية الكربونية أحادية الجدار منتجةً بذلك تغيراً ملموساً في القدرة الموصلية الكهربائية للأنابيب النانوية الكربونية أحادية الجدار. وقد تم تضخيم وتكبير هذا التغير في القدرة الموصلية كهربائياً عبر دمج الأنابيب النانوية الكربونية أحادية الجدار الوظيفية على أنه القناة شبه الموصلة في مقحل التأثير الحقلي القائم على أكسيد السيليكون- السيليكون (silicon-silicon oxide based field effect transistor). ووفقاً لحسابات حركيات الدنا السابقة للانغومير، فإن مستوى الحساسية لمستشعر الأنابيب النانوية الكربونية أحادية الجدار- الدنا تعتبر أعلى من الفلويسينت التقليدي وفحوصات أو تجارب التهجين.

### مستشعرات الأنابيب النانوية الكربونية الحيوية معدلة الأقطاب الكهربائية
كما تم تطوير المشتعرات الجرثومية الحيوية القائمة على استخدام أقطاب الأنابيب النانوية الكربونية المعدلة. حيث تم استخدام خلايا زائفة بوتيدا (Pseudomonas putida DSM 50026) كمكونٍ حيويٍ وكان المقياس قائماً على النشاط التنفسي للخلايا المُقّدَّرة من المقاييس الكهروكيميائية. كما كانت الخلايا مثبتةً على الأنابيب النانوية الكربونية معدلة الأقطاب ملصوقة الكربون (carbon paste electrodes) بواسطة بوليمر الأوزميوم المؤكسد (redox osmium polymer). حيث يقوم مكثور (بوليمر) الأوزميوم بشطر الإلكترونات بكفاءةٍ فيما بين إنزيمات الأكسدة الموجودة في حائط الخلية للخلايا وقيقوم كذلك بتعزيز ودعم رابطة مستقرة لسطح القطب الكهربائي. وقد تم بحث تأثير تنوع كميات الأنابيب النانوية الكربونية ومكثور الأوزميوم، في استجابةٍ للجلوكوز، وذلك بهدف الوصول إلى التركيب المثالي للمستشعر. هذا وقد تم اختبار ـأثيرا عامل الآس الهيدروجيني ودرجة الحرارة. وقد اتسم النظام بعد الدراسات التفاؤلية باستخدام الجلوكوز كركيزة. علاوةً على ذلك، فقد تم تجهيز المستشعر الحيوي الجرثومي بواسطة استخدام البكتريا المتكيفة مع الفينول ومن ثم، تتعاير إلأى الفينول. وبعد ذلك، يتم تقديمها إلى كشف الفينول في صورة عينة من مياه الصرف. وقد وجدت الدراسة أن مستشعرات خلايا زائفة البوتيدا الكلية الحيوية القائمة على استخدام بوليمرات الأوزميوم المؤكسد قد تمثل بديلاً جيداً لتحليل الركائز المختلفة مثل الكلوكوز ومواد الغرائب الحيوية في حالة غياب الأكسجين مع الحساسية العالية بسبب كفاءة تجمع الإلكترون السريع بين بوليمر الأوزميوم المؤكسد والخلايا الجرثومية. كما تم توضيح أن استخدام كمياتٍ مثاليةٍ من الأنابيب النانوية الكربونية ووسيط الأوزميوم المؤكسد وفرا حساسيةً أعلى للمستشعر لدعم نقل الإلكترون ضمن بنية المستشعر الحيوي التركيبية. إلا أن أكبر المساويء تمثلت في المساحة السطحية للأنابيب النانوية الكربونية التي زادت من التيار الخلفيي ومشكلة انتشار الإلكترونات التي تحدث بسبب تداخل طبقات الانتشار المشكَّلة على الأنابيب النانوية الكربونية المتقاربة في المسافات من بعضها البعض في الغشاء. على الرغم من ذلك، فمن الممكن التغلب على مثل تلك المشكلات من خلال جعل كميات الأنابيب النانوية الكربونية والبوليمرات مثاليةٍ.

## قضايا التسمم

### التسمم الخلوي للأنابيب النانوية الكربونية الوظيفية
أظهرت الأبحاث والدراسات أن الأنابيب النانوية الكربونية الوظيفية لا تتسب في التسمم الخلوي وتحتجز وظيفية الخلايا المناعية الأساسية. تم تجهيز نوعين من الأنابيب النانوية الكربونية الوظيفية، على أثر الإضافة الحلقية (cycloaddition) ثنائية القطب 1,3 (الأنابيب النانوية الكربونية الوظيفية 1 و2) ومعالجة الأكسدة / التوسط (oxidation/amidation) (الأنابيب النانوية الكربونية 3 و 4) على التوالي. ونلاحظ أن كلا نوعي الأنابيب النانوية الكربونية قد تم امتصاصهما بواسطة الخلايا اللمفية (B) و (T) بالإضافة إلى الممرضات الموجودة في المعمل، وذلك بدون التأثير على حيوية الخلية. نتيجةً لذلك، فإن وظيفية الخلايا المختلفة تم تحليلها بدقةٍ. وقد وُجِدَ أن الأنبوب النانوي الكربوني 1، والذي يتسم بأنه شديد الذوبان في الماء، لم يؤثر على النشاط الوظيفي للخلايا التنظيمية المناعية. في حين، احتجز الأنبوب النانوي الكربوني الوظيفي 3، والذي بدلاً عن ذلك يتسم بأنه أقل قدرةٍ على الذوبان ويشكل أساساً معلقات تذوب في الماء، وظيفية الخلايا الليمفية أثناء عملية إثارة إفراز البلاعم (macrophage) للسيتوكينات الالتهابية. ومن الأمور التي يجب ملاحظتها من هذه الدراسة أن أنواعاً مختلفةً من الأنابيب النانوية الكربونية الموظفة مع الليبيدات تتسم بأنها تذوب في الماء، مما يجعل الحركة عبر الجسم البشري أسرع، كما أنها تقلل من مخاطر عرقلة مسارات العضو البشري الحيوية، ومن ثم تجعلها أكثر جاذبيةٍ كآلياتٍ ناقلةٍ لتوصيل الدواء.

### التسمم الخلوي المعملي
خضع التسمم المعملي للأنابيب النانوية الكربونية أحادية الجدار ومتعددة الجدران في الخلايا السرطانية الرئوية والنجمية البشرية للدراسة والاستقصاء كذلك. حيث تم إجراء تلك الدراسة لتحديد الخصائص الفيزيائية الكيميائية للأنابيب النانوية أحادية الجدار، الأنابيب النانوية الكربونية متعددة الجدران والأنابيب النانوية متعددة الجدران الوظيفية (MW-COOH و MW-NH2)، بالإضافة إلى إجرائها كذلك لتقييم تسممها الخلوي في الخلايا البشرية النجمية داخل الدماغ (خلايا D384) وسرطان الرئة (خلايا A549)، وذلك باستخدام تحليل MTT وصباغ يوديد الكالسين/ بروبيديوم (calcein/propidium iodide (PI) staining). وقد تم تحديد خصائص كلٍ من الأنابيب النانوية المعدلة والمستقبلة باستخدام بعض الوسائل كالتحليل الحراري (TGA)، مطيافية الأشعة تحت الحمراء (infrared spectroscopy) ومجهر القوة الذرية وذلك لفحص درجة وظيفيتها. حيث تعرضت الخلايا لموادٍ نانويةٍ (0.1–100 µg/ml) لمدة 24، 48 و72 ساعةً في المتوسط محتويةً على 10% FCS. وفي خلايا D384 أوضحت نتائج تحليل MTT تسمماً خلوياً عالياً (بنسبة 50%) للأنابيب النانوية الكربونية أحادية الجدار بعد مرور 24 ساعةً من التعرض الفعلي عند 0.1 µg/ml، بدون أي مزيدٍ من التغيرات عند التركيزات الأعلى أو فترات الحضانة الأطول. ونلاحظ أنه في كل النقاط الوقتية تناقص تمثيل MTT الغذائي بمسبة 50% لكل المركبات الأخرى عند 10 µg/ml وبدون أي مفاقمة (exacerbation) عند الجرعة الأعلى. هذا وقد تم الحصول على نفس النتائج مع خلايا A549.في حين لم تؤكد صباغ يوديد الكالسين/ بروبيديوم بيانات تسمم خلوي MTT سواءً في خلايا D384 أو A549. كما أن حيوية هذه الخلايا لم تتأثر بأي أنبوبٍ نانويٍ عند أي تركيزٍ أو لأي فترة تعرضٍ، وذلك مع توقع ضبطٍ عالٍ للسيليكا. وقد اقترحت النتائج الحاجة إلى الفحص الدقيق لتأثيرات التسمم للأنابيب النانوية الكربونية بوسائلٍ الاختبارات المتعددة بهدف التحايل على المشكلة المحتملة للنتائج الصناعية بسبب واجهة التفاعل المواد النانوية مع دلالات الصباغ المستخدمة.

### التسمم الخلوي للأنابيب النانوية أحادية الجدار ومتعددة الجدران
تم دراسة واستقصاء التسمم الخلوي على خلايا البلعمية السنخية الصحية المكتسب من خنازير غينيا البالغة للأنابيب النانوية الكربونية أحادية الجدار، الأنابيب النانوية متعددة الجدران (ذات الأقطار التي يتراوح مداها من 10 إلى 20 نانومتراً، أنابيب نانوية متعددة الجدران 10)، والفوليرين (C60) لأغراض المقارنة. حيث لوحظ وجود تسممٍ خلويٍ عميقٍ للأنابيب النانوية أحادية الجدار في خلايا البلعمية السنخية (AM) بعد التعرض لمدة 6 ساعاتٍ في المختبر (إن فيترو). كما تزايدت نسبة التسمم الخلوي لترتفع إلى حدٍ أن تصبح بنسبة ~ 35% عندما تزايدت جرعة الأنابيب النانوية أحادية الجدار بمقدار 11.30 2 cm/µg. في حين لم يلاحظ وجود أي تسمم دالٍ للـ C60 حتى مع ارتفاع الجرعة إلى 226.00 2 cm/µg. وهنا يبدو أن التسمم الخلوي تتبع بوضوحٍ ترتيباً متسلسلاً على أساس الكم:
```
: الأنابيب النانوية أحادية الجدار (SWNT) > الأنابيب النانوية متعددة الجدران 10 (MWNT10) > كوارتز > C60. 
```

وقد أضعفت الأنابيب النانوية أحادية الجدار بصورةٍ دالةٍ من بلعمة AM في حالة الجرعة المنخفضة والتي تُقَدَّرُ بـ 0.38 2 cm/µg، في حين تسببت الأنابيب النانوية متعددة الجدران 10 و C60 في الإصابة في حالة الجرعة الأعلى والتي تُقَدَّرُ بـ 3.06 2 cm/µg. كما أظهرت البلاعم (macrophages) التي تعرضت للأنابيب النانوية وأحادية الجدار ومتعددة الجدران 10 عند 3.06 2 cm/µg سماتٍ خاصةٍ تتعلق بالتنكرز necrosis والتفسخ (degeneration). هذا وقد تواجدت إشارةٌ لموت الخلية الدماغية. وقد اختتمت الدراسة معلقةً أن المواد النانوية الكربونية ذات التراكيب الهندسية المختلفة تستعرض ظواهر تسمم خلويٍ وكذلك حيويةٍ مختلفةٍ تماماً في المختبر، على الرغم من احتمالية عدم انعكاسها في التسمم المقارن في الطبيعة.

## إجراءات مستقبلية
ما زال هناك حاجةً إلى إجراء المزيد من الأبحاث في مجال اختبار التأثيرات طويلة المدى للأنابيب النانوية أحادية الجدار الوظيفية في الفئران وعملية الإزالة السرعة لها من الفئران كذلك. كما يجب أن تخضع الأنابيب النانوية أحادية الجدار للبحث والاستقصاء المستقبلي بهدف توضيح تأثيرات الحجم والشكل على توزيع المواد النانوية داخل الأورام لإلقاء مزيداً من الضوء على تطبيقات الخصائص التركيبية والفيزيائية للأنابيب النانوية أحادية الجدار للمداخل العلاجية المتوقعة. كما أن عملية اكتشاف الجلوكوز يمكن زيادتها ودعمها بواسطة استخدام أنبوباً نانوياً كربونياً في رصيف نانومتري إنزيمي رقيق والذي يسمح بالانتقال السهل للإلكترون فيما بين الأنبوب النانوي الكبوني والقطب الكهربائي المعدني الأولي، ومن ثم يسمح بتطبيق طريقةٍ غير اجتياحيةٍ لضبط جلوكوز الدم. هذا ولابد من بذل المزيد من الجهد حول قضية تشخيص الآليات المسؤولة عن بعض الاستجابات المحددة بهدف تصميم مستشعراتٍ حيويةٍ مُثلى لاستكشاف الكيانات الكيميائية/ الحيوية الأخرى والتي منها الحمض النووي، الفيروسات، البكتريا والمممرضات، بالإضافة إلى الجلوكوز. هذا وما زال مجال الأنابيب النانوية الكربونية حقلاً غير مستكشفاً نسبياً، وأن المجالات الأخرى المتقدمةً بسرعةٍ، والتي تشرك تلك الأنابيب النانوية فيها، ما زالت قابلةٌ للدفع إلى ما هو أبعد. حيث تنوعت وتوسعت الأنابيب النانوية بصورةٍ حادةٍ منذ محاولات دمجها في العديد من المجالات المختلفة بسبب خصائصها المادية العظيمة. فأي كمية تحسينات يمكن إجرائها للأنابيب النانوية الكربونية من خلال استخدام تقنياتٍ وأساليبٍ متعددةٍ. فعلى سبيل المثال، ظهر أنه بواسطة الغزل الكهربائي (electrospinning) والأنابيب النانوية أحادية الجدار الموظفة للبلازما، تحسن الالتحام بمصفوفات المبلمرات المحيطة بصورةٍ عظيمةٍ جنباً إلى جنبٍ مع خصائص شد الأنابيب النانوية. هذا بالإضافة إلى أننا نعلم أن غالبية الأنابيب النانوية تم إزالتها من الجسم بصورةٍ سريعةٍ بعد أن تم توزيعها خلاله. فهذا يُقلل من فرص مستويات التسمم العالي في الدم. كما أن العديد من الخصائص الأخرى تزيد عدد الفرص المتاحة مع استخدام الأنابيب النانوية الكربونية. فوظيفية الأنابيب النانوية الكربونية الجيدة تسمح لنا بوصل عددٍ من مجموعات الأنابيب من مختلف الأنظمة. فالوسمات الإشعاعية يمكن وصلها ليتم استخدامها في مجال التصوير الحيوي. وكما ذكرنا آنفاً، فقد لوحظ وجود الفلويات في الأنابيب النانوية الكربونية العادية، إلا أن وصل الوسمات (Labels) سمح بنافذة تصويرٍ أعظم. هذا ويمكن استخدام تلك القدرة الواسمة في الأغراض الاستهدافية الأخرى. فعلى سبيل المثال، وصل المجموعات المستهدفة بالأنابيب النانوية الكربونية قد يفتح الأبواب لتطبيق أنظمة توصيل دواءٍ خاصةٍ جداً. حيث تم توضيح أن الأنابيب النانوية الكربونية استُخْدِمَت لتوصيل الأدوية لبعض خلايا (epithelium) السرطانية المحددة، وقد تم إنجاز تلك المهمة بنجاح. حيث أظهر قتل تلك الخلية السرطانية مجالاً واعداً للعديد من التحسينات الأخرى في علاج السرطان بالإضافة إلى علاج العديد من الأمراض المعدية الأخرى. ومع الأنابيب النانوية المستهدَفة المستخدمة لتوصيل الدواء، يمكن استهداف خلايا خاصة للاستيلاء على الأنابيب النانوية الكربونية، كما ظهر مع خلايا الورم الدماغي. هذا ومع تلك الدراسات، وُجِدَت معدلات تسممٍ منخفضةٍ عندما تم حقن الفئران بالأنابيب النانوية الكربونية متعددة الجدران. وهنا نلاحظ أن الأنابيب النانوية الكربونية قد تكون اختياراً قيماً عند مراعاة مثل تلك التطبيقات كتوصيل الدواء أو التصوير الحيوي بسبب كونها وظيفية بالفعل، تُظهر خصائصاً للمادة ممتازة، يمكن استخدامها كعوامل تصويرٍ أو مستشعراتٍ وكذلك تحافظ على فتح باب البحث والتجريب للعديد من صور التقدم والإنجازات المستقبلية الأخرى.